# Lester Gertrude Ellen Rowntree
Lester Gertrude Ellen Rowntree (1879-1979) fue una botánica de campo y horticulturalista, además de pionera en el estudio, propagación, y conservación de plantas nativas de California. En numerosos artículos de revistas, libros y conferencias públicas, ella compartió su amplio conocimiento de flores silvestres y arbustos mientras discutía incansablemente por su protección.
Autoproclamada "Lady Gitana", Rowntree pasó la mayor parte de cada año haciendo trabajo de campo en California y en el oeste mientras vivía al aire libre, creyendo que la única manera de conocer las plantas nativas era vivir con ellas durante semanas en su entorno natural.    Debido a su reputación como botánica de campo, Rowntree ha sido comparada favorablemente con David Douglas, el botánico británico del siglo XIX, quién primero documentó la flora norteamericana occidental. Joan Parry Dutton escribió: “Hay sorprendentes similitudes entre Lester Rowntree y David Douglas. De hecho, Lester podría ser la descendiente espiritual de Douglas en su conocimiento de las flores silvestres de California; es seguro que ella sabía más acerca de ellos que Douglas nunca supo. "

## Biografía
Nacida Gertrude Ellen Lester de una familia cuáquera, en Penrith, Inglaterra, viviendo sus primeros diez años de vida en el paisaje pintoresco del Distrito Lakes, nutriéndose de una apreciación profunda de la naturaleza y una vida al aire libre. En 1889, su familia se reubica a un cortijo en Kansas donde dos de sus hermanos murieron por un suministro de agua contaminado. Después de esos desastrosos dos años en Kansas, la familia se mudó a un centro comunitario cuáquero de Los Ángeles; fue allí donde Lester primero se familiarizó con las flores silvestres de California y se convirtieron en pasión de su vida. Lester asistió a la escuela media en Westtown, fuera de Filadelfia; y, se estableció originalmente en Nueva Jersey tras casarse con Bernard Rowntree (también de una familia cuáquera) en 1908, y donde su único hijo, Cedric Rowntree, nació en 1911. Y luego se mudaron al sur de California en 1920, y luego a las tierras altas del Carmelo (a pocos km al sur del propio Carmelo) en 1925. Allí, en la propiedad con vistas al Pacífico, Lester comenzó su carrera con plantas nativas. En 1930, ya poseía el negocio, Lester Rowntree & Co. en Carmel, CA. que vendía semillas de flores silvestres a los jardineros de todo el país. Ella nunca recogió semillas en la naturaleza para vender directamente, sino tomaba suficiente semilla silvestre para propagar semillas en su jardín. Los asuntos domésticos, sin embargo, sufrieron y en 1931 Lester y Bernard se divorciaron; Lester subió la colina por encima del bosque de pinos costeros, donde construyó una pequeña casa de madera y un vivero en varios acres que se convirtió en su jardín y base de hogar hasta su muerte en 1979, cinco días después de su centenario.

## Escritura
Lester fue una escritora talentosa y prolífica, autora de dos libros, bien recibidos, sobre plantas y arbustos nativos, cuatro textos infantiles y más de 700 artículos en periódicos y revistas. Una bibliografía completa de sus escritos se encuentra como un apéndice en la reimpresión 2006 de "Hardy Californians”.
Aquí sigue, una muestra de la prosa enérgica de Rowntree, de su artículo "The Lone Hunter" ("El Cazador Solitario") publicado en la edición de junio de 1939 de The Atlantic Monthly. 

"Hizo falta la adversidad para traerme el tipo de vida que siempre he deseado. Sólo después de que mi felicidad doméstica se hubiese aplastado me di cuenta de que yo era libre de recorrer el largo estado de California y satisfacer mi insistente curiosidad por las plantas, encontrarlas en sus hogares reuniendo sus días y estaciones, Anotar sus trucos y modales en mi cuaderno, fotografiar sus flores, recoger sus semillas, traer a casa semillas en latas vacías de jugo de tomate. "No tomé esto solo por la propia poesía. No tenía ambición de ser una pintoresca Lady-Gitana. Honestamente quería saber sobre las flores silvestres de California. Había poco escrito acerca de ellos en sus hábitats y nada en absoluto acerca de su comportamiento en el jardín, por lo que hice mi trabajo para descubrir los hechos para mí .... "Yo habito mi ladera sólo de noviembre a febrero, mientras que las tormentas de invierno están soplando y las lluvias de invierno se vierten. En marzo y abril tengo largos días brillantes en el desierto, en mayo las semanas felices en las estribaciones, donde un coro de petirrojos despierta Yo y mi baño de la mañana está en un torrente de nieve recién fundida. En junio estoy en los condados del norte perfumado con el heno nuevo segado y las fresas silvestres. En julio, en las montañas más altas, y en agosto y septiembre en la zona alpina con mula o burro..”

## Legado
La escritora y horticulturalista Judith Larner hizo comentarios sobre el legado de Rowntree: 

“Hoy en día, sería difícil encontrar un profesional, en el campo de la horticultura de plantas nativas que no fuese, en algún momento, inspirado por Lester Rowntree. El modelo de su doble enfoque: exploración de tierras silvestres; y, el uso del paisaje de las plantas, es seguido por numerosos horticultores de plantas nativas de California, desde directores de arboretos, a paisajistas, a profesionales de viveros, que hacen viajes regulares a la naturaleza por el placer de observar las plantas en sus hogares y recolectar semillas y esquejes para su propagación.”

- La abreviatura «Rowntree» se emplea para indicar a Lester Gertrude Ellen Rowntree como autoridad en la descripción y clasificación científica de los vegetales.[7]